# Mecra ellipsaria
Genre
Espèce
Mecra ellipsaria, unique représentant du genre Mecra, est une espèce de copépodes de la famille des Rhynchomolgidae.

## Distribution
Cette espèce est endémique des Moluques en Indonésie. Elle se rencontre dans la mer de Seram.
Ce copépode est associée à l'Alcyonacea Litophyton sphaerophorum.

## Publication originale
- Humes, 1980 : Copepoda (Cyclopoida, Lichomolgidae) associated with the alcyonacean Nephthea in the Moluccas. Hydrobiologia, vol. 68, no 1, p. 49-71.